# Stazione di Merana
La stazione di Merana è una fermata ferroviaria posta lungo la linea Alessandria-San Giuseppe di Cairo, al servizio dell'omonimo comune.
La stazione è dotata di una piccola pensilina che funge da sala d'attesa,  dei consueti quadri con gli orari dei treni in arrivo e in partenza e sono attivi gli annunci sonori per arrivi e partenza treni.
Non è dotata di alcune biglietteria né a sportello né automatica.
È inclusa nella categoria bronze.

## Servizi
La stazione offre i seguenti servizi:
- Sala d'attesa
- Annunci sonori per arrivi e partenze treni

## Movimento
Fermano soltanto treni regionali.